# Defenders of the Faith
Defenders of the Faith је девети студијски албум хеви метал бенда Џудас прист. Издат је 4. јануара 1984. године.
Списак песама:
1. – 4:22
2. – 3:25
3. – 5:34
4. – 5:04
5. – 4:47
6. – 3:34
7. – 4:05
8. – 3:58
9. – 2:25
10. – 1:30